# Torneio de Wimbledon de 2019
O Torneio de Wimbledon de 2019 foi um torneio de tênis disputado nas quadras de grama do All England Lawn Tennis and Croquet Club, no bairro de Wimbledon, em Londres, no Reino Unido, entre 1ª e 14 de julho. Corresponde à 52ª edição da era aberta e a 133ª de todos os tempos.
Novak Djokovic defendeu o título e conquistou seu quinto título de Wimbledon. Derrotou Roger Federer salvando dois match points, em uma final de cinco sets que durou quase cinco horas. Na outra chave, Angelique Kerber, campeã de 2018, caiu na segunda fase. A sálvia de prata esterlina foi levantada por Simona Halep, a primeira por uma romena, derrotando Serena Williams facilmente no derradeiro jogo, por duplo 6–2.
Nas duplas, os colombianos Juan Sebastián Cabal e Robert Farah conquistaram um título de Grand Slam pela primeira vez. A tcheca Barbora Strýcová realizou a mesma façanha, ao lado da taiwanesa Hsieh Su-wei, e se tornou a inédita líder isolada no ranking de duplas femininas. Nas mistas, a parceria entre Ivan Dodig e Latisha Chan faturou o terceiro triunfo de Grand Slam.

## Novo teto
A Quadra 1 passou a contar com teto retrátil a partir desta edição. É a segunda do complexo, depois da Quadra Central.

## Tiebreak no set decisivo
Os sets decisivos em Wimbledon não tinham tiebreaks. Após 6–6, ganhava que conseguisse ficar dois games acima do oponente, o que poderia gerar jogos longuíssimos, como o histórico John Isner contra Nicolas Mahut em 2010, quando ficaram 11 horas e 6 minutos em quadra e o quinto set terminou em 70 a 68. Pensando na direção contrária, mas nem tanto, o torneio britânico, a partir de 2019, instaurou a regra de tiebreaks em sets decisivos (o 5º no masculino e o 3º no feminino), mas só quando e se chegarem a 12–12.

## Qualificatório
O qualificatório de simples agora possui o mesmo número de competidores nos dois gêneros - 128 -, classificando 16 à chave principal, seguindo o Australian Open e o US Open. Anteriormente, a chave feminina tinha apenas 96 jogadoras, com 12 qualificadas.
Por outro lado, o qualificatório de duplas não foi realizado.

## Cadeirantes tetraplégicos
O evento, para simples e duplas, acontece pela primeira vez no torneio, se juntando aos outros três torneios do Grand Slam.

## Transmissão
Esta é a lista de países e canais designados a transmitir o torneio durante a edição em questão:
Países lusófonos

| País(es)                                               | Canal(is)                      |
| ------------------------------------------------------ | ------------------------------ |
| Angola · Cabo Verde · Moçambique · São Tomé e Príncipe | SuperSport                     |
| Guiné Equatorial · Guiné-Bissau                        | Canal+ Afrique [en] SuperSport |
| Brasil                                                 | SporTV                         |
| Macau                                                  | Fox Sports (Ásia) TDM          |
| Portugal                                               | Eurosport                      |
| Timor-Leste                                            | Fox Sports (Ásia)              |

Resto do mundo
| País(es) | Canal(is)                                                |
| Países avulsos |                                                          |
| Américas | Américas                                                 |
| --- | -------------------------------------------------------- |
| Canadá | CTV TSN                                                  |
| Estados Unidos | ESPN Tennis Channel                                      |
| Ásia |                                                          |
| China | CCTV-5 Fox Sports (Ásia)                                 |
| Coreia do Sul | Fox Sports (Ásia) JTBC                                   |
| Israel | 5 Sport [en]                                             |
| Japão | NHK                                                      |
| Turquia | Eurosport                                                |
| Vietname | Fox Sports (Ásia) VTV                                    |
| Europa |                                                          |
| Albânia | Eurosport RTSH                                           |
| Andorra | beIN Sports Movistar+                                    |
| Bielorrússia | Belarus-5                                                |
| Bósnia e Herzegovina | Eurosport RTRS [en] Sport Klub [en]                      |
| Chéquia | Nova Sport [en] (ARQ)                                    |
| Chipre | cyta [en]                                                |
| Croácia | Eurosport HRT Sport Klub [en]                            |
| Eslováquia | Markíza [en] (ARQ)                                       |
| Espanha | Movistar+                                                |
| Eslovénia | Eurosport Sport Klub [en]                                |
| Estónia | Eurosport Kanal 12 [en]                                  |
| Grã-Bretanha | BBC                                                      |
| Grécia | Nova Sports [en]                                         |
| Irlanda | Eir Sport [en]                                           |
| Macedónia do Norte | 1TV [en] Eurosport Sport Klub [en]                       |
| Malta | GO Multiplus [en]                                        |
| Montenegro | Eurosport RTCG Sport Klub [en]                           |
| Países Baixos | Eurosport NOS                                            |
| Polónia | Polsat                                                   |
| Sérvia | Eurosport RTS Sport Klub [en]                            |
| Suíça | beIN Sports SRG SSR (RTS, RSI [en] e SRF [en] Sky Italia |
| Oceania |                                                          |
| Austrália | Fox Sports Austrália [en] Seven Network                  |
| Regiões |                                                          |
| América Latina | ESPN (América Latina)                                    |
| Norte da África Oriente Médio | beIN Sports                                              |
| Agrupamentos |                                                          |
| África |                                                          |
| África do Sul · Botswana · Eritreia · Gâmbia · Gana · Ilha de Ascensão · Lesoto · Libéria · Malawi · Mayotte · Namíbia · Nigéria · Quénia · Reunião (departamento) · Santa Helena (território) · Serra Leoa · Eswatini · Tanzânia · Uganda · Zâmbia · Zanzibar · Zimbabwe | SuperSport                                               |
| Benim · Burquina Fasso · Burundi · Camarões · Comores · Congo · Costa do Marfim · Etiópia · Gabão · Guiné · Mali · Níger · República Centro-Africana · República Democrática do Congo · Ruanda · Senegal · Seicheles · Togo                                               | Canal+ Afrique [en] SuperSport                           |
| Chade · Djibouti · Mauritânia | beIN Sports Canal+ Afrique [en]                          |
| Madagascar · Maurícia | beIN Sports Canal+ Afrique [en] SuperSport               |
| Sudão · Sudão do Sul | beIN Sports                                              |
| Ásia |                                                          |
| Arménia · Azerbaijão · Cazaquistão · Geórgia · Quirguistão · Tajiquistão · Turquemenistão · Uzbequistão | Eurosport                                                |
| Bangladesh · Butão · Índia · Maldivas · Nepal · Paquistão · Sri Lanka | Star India                                               |
| Brunei · Camboja · Coreia do Norte · Filipinas · Guam · Hong Kong · Indonésia · Laos · Malásia · Mongólia · Myanmar · Singapura · Taiwan · Tailândia | Fox Sports (Ásia)                                        |
| Europa |                                                          |
| Alemanha · Áustria · Liechtenstein · Luxemburgo | Sky Deutschland                                          |
| Bélgica · Bulgária · Eslovénia · Finlândia · Hungria · Islândia · Kosovo · Letónia · Lituânia · Moldávia · Noruega · Roménia · Rússia · Suécia · Ucrânia | Eurosport                                                |
| França · Mónaco | beIN Sports                                              |
| Itália · San Marino · Vaticano | Sky Italia                                               |
| Oceania |                                                          |
| Micronésia · Papua-Nova Guiné | Fox Sports (Ásia)                                        |

## Pontuação e premiação

### Distribuição de pontos
ATP e WTA informam suas pontuações em Grand Slam, distintas entre si, em simples e em duplas. A ITF responde exclusivamente pelos juvenis e cadeirantes.
Considerados torneios amistosos, os de duplas mistas e os de convidados não geram pontos.
No juvenil, os simplistas jogam duas fases de qualificatório, mas só os que passam à chave principal pontuam. Em duplas, a pontuação é por jogador. A partir da fase com 16, os competidores recebem pontos adicionais de bônus (os valores da tabela já somam as duas pontuações).

#### Profissional
| Evento            | V    | F    | SF  | QF  | R16 | R32 | R64 | R128 | Q  | Q3 | Q2 | Q1 |
| Simples masculino | 2000 | 1200 | 720 | 360 | 180 | 90  | 45  | 10   | 25 | 16 | 8  | 0  |
| Duplas masculinas | 2000 | 1200 | 720 | 360 | 180 | 90  | 0   | —    | —  | —  | —  | —  |
| Simples feminino  | 2000 | 1300 | 780 | 430 | 240 | 130 | 70  | 10   | 40 | 30 | 20 | 2  |
| Duplas femininas  | 2000 | 1300 | 780 | 430 | 240 | 130 | 10  | —    | —  | —  | —  | —  |

| Evento            | V    | F   | SF  | QF  | R16 | R32 | R64 | Q  | Q2 | Q1 |
| Simples Masculino | 1000 | 600 | 370 | 200 | 100 | 45  | 30* | 20 | 0  | 0  |
| Simples Feminino  | 1000 | 600 | 370 | 200 | 100 | 45  | 30* | 20 | 0  | 0  |
| Duplas Masculinas | 750  | 450 | 275 | 150 | 75  | 0   | —   | —  | —  | —  |
| Duplas Femininas  | 750  | 450 | 275 | 150 | 75  | 0   | —   | —  | —  | —  |

| Evento               | V   | F   | SF/ 3º lugar | QF/ 4º lugar |
| Simples              | 800 | 500 | 375          | 100          |
| Simples tetraplégico | 800 | 500 | 375          | 100          |
| Duplas               | 800 | 500 | 100          | —            |
| Duplas tetraplégicas | 800 | 100 | —            | —            |

### Premiação
A premiação geral aumentou 12% em relação a 2018. Os títulos de simples tiveram um acréscimo de £ 100.000 cada.
O Torneio de Wimbledon passa a possuir o mesmo número de participantes em 2019 - 128 - nas chaves do qualificatório masculino e feminino, o que só acontecia no US Open e, a partir deste ano, no Australian Open. Os valores para duplas são por par. O torneio de duplas mistas possui mais participantes que os outros de Grand Slam (48, contra 32 dos concorrentes). Diferentemente da pontuação, não há recompensa aos vencedores do qualificatório.
Convidados possuem três torneios de duplas (masculino, feminino e seniores - masculino). Os juvenis não são pagos.
| Evento                 | V           | F           | SF        | QF        | Últimos 16 | Últimos 32 | Últimos 64 | Últimos 128 | Q3       | Q2       | Q1      |
| Contemplados           | 1           | 1           | 2         | 4         | 8          | 16         | 32         | 64          | 16       | 32       | 64      |
| Simples (2)            | £ 2.350.000 | £ 1.175.000 | £ 588.000 | £ 294.000 | £ 176.000  | £ 111.000  | £ 72.000   | £ 45.000    | £ 22.500 | £ 13.250 | £ 7.000 |
| Duplas (2)             | £ 540.000   | £ 270.000   | £ 135.000 | £ 67.000  | £ 32.000   | £ 19.000   | £ 12.000   | —           | —        | —        | —       |
| Duplas mistas          | £ 116.000   | £ 58.000    | £ 29.000  | £ 14.500  | £ 7.000    | £ 3.500    | £ 1.750*   | —           | —        | —        | —       |
| Simples cadeirante (2) | £ 46.000    | £ 23.000    | £ 15.000  | £ 10.000  | —          | —          | —          | —           | —        | —        | —       |
| Simples tetraplégico   | £ 34.000    | £ 17.000    | £ 8.500   | —         | —          | —          | —          | —           | —        | —        | —       |
| Duplas cadeirantes (2) | £ 18.000    | £ 9.000     | £ 5.000   | —         | —          | —          | —          | —           | —        | —        | —       |
| Duplas tetraplégicas   | £ 14.000    | £ 7.000     | —         | —         | —          | —          | —          | —           | —        | —        | —       |
| Duplas convidadas (3)  | £ 27.000    | £ 23.000    | £ 20.000* | £ 20.000* | £ 20.000*  | —          | —          | —           | —        | —        | —       |

Total dos eventos: £ 36.919.000
Per diem (estimado): £ 1.081.000
Total da premiação: £ 38.000.000

## Cabeças de chave
Cabeças anunciados(as) em 26 de junho de 2019. Baseados nos desempenho individual em quadras de grama envolvendo três critérios:
- A posição no ranking geral em 24 de junho de 2019;
- Adição de 100% dos pontos conquistados em todos os torneios na grama nos últimos 12 meses (25 de junho de 2018 a 23 de junho de 2019);
- Adição de 75% dos pontos conquistados nos maiores torneios na grama nos 12 meses anteriores ao do segundo item (26 de junho de 2017 a 24 de junho de 2018).

"Ranking" e "Pontos anteriores" de simples são de 1º de julho de 2019. “Ranking" de duplas correspondem ao desempenho individual dos jogadores na respectiva classificação de 24 de junho de 2019.
A colocação individual nos rankings de duplas masculinas e femininas ajudam a definir os cabeças de chaves nestas categorias e também na de mistas.
Em verde, o(s) cabeça(s) de chave campeão(ões). Em vermelho, o(s) vice-campeão(ões).

### Simples

#### Masculino
| Cabeça | Ranking | Jogador               | Pontos anteriores | Pontos a defender | Pontos conquistados | Nova pontuação | Eliminado na | Eliminado por              |
| ------ | ------- | --------------------- | ----------------- | ----------------- | ------------------- | -------------- | ------------ | -------------------------- |
| 1      | 1       | Novak Djokovic        | 12.415            | 2.000             | 2.000               | 12.415         | Campeão      | –                          |
| 2      | 3       | Roger Federer         | 6.620             | 360               | 1.200               | 7.460          | F            | Novak Djokovic [1]         |
| 3      | 2       | Rafael Nadal          | 7.945             | 720               | 720                 | 7.945          | SF           | Roger Federer [2]          |
| 4      | 8       | Kevin Anderson        | 3.610             | 1.200             | 90                  | 2.500          | 3ª fase      | Guido Pella [26]           |
| 5      | 4       | Dominic Thiem         | 4.595             | 10                | 10                  | 4.595          | 1ª fase      | Sam Querrey                |
| 6      | 5       | Alexander Zverev      | 4.405             | 90                | 10                  | 4.325          | 1ª fase      | Jiří Veselý [Q]            |
| 7      | 6       | Stefanos Tsitsipas    | 4.215             | 180               | 10                  | 4.045          | 1ª fase      | Thomas Fabbiano            |
| 8      | 7       | Kei Nishikori         | 4.040             | 360               | 360                 | 4.040          | QF           | Roger Federer [2]          |
| 9      | 12      | John Isner            | 2.715             | 720               | 45                  | 2.040          | 2ª fase      | Mikhail Kukushkin          |
| 10     | 9       | Karen Khachanov       | 2.980             | 180               | 90                  | 2.890          | 3ª fase      | Roberto Bautista Agut [23] |
| 11     | 13      | Daniil Medvedev       | 2.625             | 90                | 90                  | 2.625          | 3ª fase      | David Goffin [21]          |
| 12     | 10      | Fabio Fognini         | 2.785             | 90                | 90                  | 2.785          | 3ª fase      | Tennys Sandgren            |
| 13     | 18      | Marin Čilić           | 1.940             | 45                | 45                  | 1.940          | 2ª fase      | João Sousa                 |
| 15     | 17      | Milos Raonic          | 1.945             | 360               | 180                 | 1.765          | 4ª fase      | Guido Pella [26]           |
| 16     | 15      | Gaël Monfils          | 1.985             | 180               | 10                  | 1.815          | 1ª fase, ab. | Ugo Humbert                |
| 17     | 20      | Matteo Berrettini     | 1.665             | 45                | 180                 | 1.800          | 4ª fase      | Roger Federer [2]          |
| 18     | 16      | Nikoloz Basilashvili  | 1.960             | 10                | 45                  | 1.995          | 2ª fase      | Daniel Evans               |
| 19     | 21      | Félix Auger-Aliassime | 1.654             | (29)†             | 90                  | 1.715          | 3ª fase      | Ugo Humbert                |
| 20     | 25      | Gilles Simon          | 1.445             | 180               | 45                  | 1.310          | 2ª fase      | Tennys Sandgren            |
| 21     | 23      | David Goffin          | 1.510             | 10                | 360                 | 1.860          | QF           | Novak Djokovic [1]         |
| 22     | 19      | Stan Wawrinka         | 1.715             | 45                | 45                  | 1.715          | 2ª fase      | Reilly Opelka              |
| 23     | 22      | Roberto Bautista Agut | 1.600             | 0                 | 720                 | 2.320          | SF           | Novak Djokovic [1]         |
| 24     | 24      | Diego Schwartzman     | 1.485             | 45                | 90                  | 1.530          | 3ª fase      | Matteo Berrettini [17]     |
| 25     | 29      | Alex de Minaur        | 1.330             | 90                | 45                  | 1.285          | 2ª fase      | Steve Johnson              |
| 26     | 26      | Guido Pella           | 1.430             | 90                | 360                 | 1.700          | QF           | Roberto Bautista Agut [23] |
| 27     | 28      | Lucas Pouille         | 1.340             | 45                | 90                  | 1.385          | 3ª fase      | Roger Federer [2]          |
| 28     | 32      | Benoît Paire          | 1.278             | 90                | 180                 | 1.368          | 4ª fase      | Roberto Bautista Agut [23] |
| 29     | 27      | Denis Shapovalov      | 1.390             | 45                | 10                  | 1.355          | 1ª fase      | Ričardas Berankis          |
| 30     | 30      | Kyle Edmund           | 1.325             | 90                | 45                  | 1.280          | 2ª fase      | Fernando Verdasco          |
| 31     | 35      | Laslo Djere           | 1.255             | 10                | 45                  | 1.290          | 2ª fase      | John Millman               |
| 32     | 36      | Dušan Lajović         | 1.251             | 10                | 10                  | 1.251          | 1ª fase      | Hubert Hurkacz             |
| 33     | 33      | Jan-Lennard Struff    | 1.265             | 90                | 90                  | 1.265          | 3ª fase      | Mikhail Kukushkin          |

† O tenista não se qualificou para o torneio no ano passado. Portanto, os pontos a serem defendidos são correspondentes ao torneio ATP Challenger de Marburgo de 2018, disputado paralelamente a Wimbledon.

##### Desistências
| Ranking | Jogador               | Pontos anteriores | Pontos a defender | Nova pontuação | Motivo                  |
| ------- | --------------------- | ----------------- | ----------------- | -------------- | ----------------------- |
| 11      | Juan Martín del Potro | 2.740             | 360               | 2.380          | Lesão no joelho direito |
| 14      | Borna Ćorić           | 2.205             | 10                | 2.195          | Lesão nas costas        |

#### Feminino
| Cabeça | Ranking | Jogadora             | Pontos anteriores | Pontos a defender | Pontos conquistados | Nova pontuação | Eliminada na | Eliminada por           |
| ------ | ------- | -------------------- | ----------------- | ----------------- | ------------------- | -------------- | ------------ | ----------------------- |
| 1      | 1       | Ashleigh Barty       | 6.495             | 130               | 240                 | 6.605          | 4ª fase      | Alison Riske            |
| 2      | 2       | Naomi Osaka          | 6.377             | 130               | 10                  | 6.257          | 1ª fase      | Yulia Putintseva        |
| 3      | 3       | Karolína Plíšková    | 6.055             | 240               | 240                 | 6.055          | 4ª fase      | Karolína Muchová        |
| 4      | 4       | Kiki Bertens         | 5.430             | 430               | 130                 | 5.130          | 3ª fase      | Barbora Strýcová        |
| 5      | 5       | Angelique Kerber     | 4.805             | 2.000             | 70                  | 2.875          | 2ª fase      | Lauren Davis [LL]       |
| 6      | 6       | Petra Kvitová        | 4.555             | 10                | 240                 | 4.785          | 4ª fase      | Johanna Konta [19]      |
| 7      | 7       | Simona Halep         | 4.063             | 130               | 2.000               | 5.933          | Campeã       | –                       |
| 8      | 8       | Elina Svitolina      | 3.868             | 10                | 780                 | 4.638          | SF           | Simona Halep [7]        |
| 9      | 9       | Sloane Stephens      | 3.682             | 10                | 130                 | 3.802          | 3ª fase      | Johanna Konta [19]      |
| 10     | 11      | Aryna Sabalenka      | 3.365             | 10                | 10                  | 3.365          | 1ª fase      | Magdaléna Rybáriková    |
| 11     | 10      | Serena Williams      | 3.411             | 1.300             | 1.300               | 3.411          | F            | Simona Halep [7]        |
| 12     | 12      | Anastasija Sevastova | 3.296             | 10                | 70                  | 3.356          | 2ª fase      | Danielle Collins        |
| 13     | 13      | Belinda Bencic       | 3.073             | 240               | 130                 | 2.963          | 3ª fase      | Alison Riske            |
| 14     | 19      | Caroline Wozniacki   | 2.418             | 70                | 130                 | 2.478          | 3ª fase      | Zhang Shuai             |
| 15     | 15      | Wang Qiang           | 2.752             | 10                | 130                 | 2.872          | 3ª fase      | Elise Mertens [21]      |
| 16     | 14      | Markéta Vondroušová  | 2.775             | 10+13             | 10+0                | 2.762          | 1ª fase      | Madison Brengle         |
| 17     | 16      | Madison Keys         | 2.615             | 130               | 70                  | 2.555          | 2ª fase      | Polona Hercog           |
| 18     | 17      | Julia Görges         | 2.605             | 780               | 130                 | 1.955          | 3ª fase      | Serena Williams [11]    |
| 19     | 18      | Johanna Konta        | 2.430             | 70                | 430                 | 2.790          | QF           | Barbora Strýcová        |
| 20     | 20      | Anett Kontaveit      | 2.335             | 130               | 130                 | 2.335          | 3ª fase      | Karolína Muchová        |
| 21     | 21      | Elise Mertens        | 2.195             | 130               | 240                 | 2.305          | 4ª fase      | Barbora Strýcová        |
| 22     | 22      | Donna Vekić          | 2.180             | 240               | 10                  | 1.950          | 1ª fase      | Alison Riske            |
| 23     | 23      | Caroline Garcia      | 2.105             | 10                | 10                  | 2.105          | 1ª fase      | Zhang Shuai             |
| 24     | 24      | Petra Martić         | 2.105             | 10                | 240                 | 2.335          | 4ª fase      | Elina Svitolina [8]     |
| 25     | 26      | Amanda Anisimova     | 1.949             | (1)†              | 70                  | 2.018          | 2ª fase      | Magda Linette           |
| 26     | 27      | Garbiñe Muguruza     | 1.925             | 70                | 10                  | 1.865          | 1ª fase      | Beatriz Haddad Maia [Q] |
| 27     | 28      | Sofia Kenin          | 1.895             | 70                | 70                  | 1.895          | 2ª fase      | Dayana Yastremska       |
| 28     | 29      | Hsieh Su-wei         | 1.885             | 240               | 130                 | 1.775          | 3ª fase      | Karolína Plíšková [3]   |
| 29     | 30      | Daria Kasatkina      | 1.745             | 430               | 10                  | 1.325          | 1ª fase      | Ajla Tomljanović        |
| 30     | 31      | Carla Suárez Navarro | 1.732             | 130               | 240                 | 1.842          | 4ª fase      | Serena Williams [11]    |
| 31     | 32      | Maria Sakkari        | 1.670             | 10                | 130                 | 1.790          | 3ª fase      | Elina Svitolina [8]     |
| 32     | 33      | Lesia Tsurenko       | 1.616             | 70                | 10                  | 1.556          | 1ª fase      | Barbora Strýcová        |

† A tenista não se qualificou para o torneio em 2018. Portanto os pontos a serem defendidos são correspondentes ao seu 16º melhor resultado nas 52 semanas anteriores.

##### Desistências
| Ranking | Jogadora         | Pontos anteriores | Pontos a defender | Nova pontuação | Motivo                 |
| ------- | ---------------- | ----------------- | ----------------- | -------------- | ---------------------- |
| 25      | Bianca Andreescu | 1.996             | 30                | 1.966          | Lesão no ombro direito |

### Duplas
| Cabeça | Ranking | Equipe               | Equipe                 |
| ------ | ------- | -------------------- | ---------------------- |
| 1      | 6       | Łukasz Kubot         | Marcelo Melo           |
| 2      | 10      | Juan Sebastián Cabal | Robert Farah           |
| 3      | 19      | Raven Klaasen        | Michael Venus          |
| 4      | 23      | Mate Pavić           | Bruno Soares           |
| 5      | 31      | Jean-Julien Rojer    | Horia Tecău            |
| 6      | 31      | Nikola Mektić        | Franko Škugor          |
| 7      | 33      | Bob Bryan            | Mike Bryan             |
| 8      | 37      | Henri Kontinen       | John Peers             |
| 9      | 39      | Máximo González      | Horacio Zeballos       |
| 10     | 39      | Jamie Murray         | Neal Skupski           |
| 11     | 43      | Nicolas Mahut        | Édouard Roger-Vasselin |
| 12     | 44      | Rajeev Ram           | Joe Salisbury          |
| 13     | 47      | Kevin Krawietz       | Andreas Mies           |
| 14     | 66      | Oliver Marach        | Jürgen Melzer          |
| 15     | 73      | Dominic Inglot       | Austin Krajicek        |
| 16     | 74      | Robin Haase          | Frederik Nielsen       |

| Cabeça | Ranking | Equipe               | Equipe              |
| ------ | ------- | -------------------- | ------------------- |
| 1      | 3       | Tímea Babos          | Kristina Mladenovic |
| 2      | 10      | Barbora Krejčíková   | Kateřina Siniaková  |
| 3      | 19      | Hsieh Su-wei         | Barbora Strýcová    |
| 4      | 20      | Gabriela Dabrowski   | Xu Yifan            |
| 5      | 21      | Samantha Stosur      | Zhang Shuai         |
| 6      | 24      | Elise Mertens        | Aryna Sabalenka     |
| 7      | 27      | Nicole Melichar      | Květa Peschke       |
| 8      | 30      | Anna-Lena Grönefeld  | Demi Schuurs        |
| 9      | 36      | Chan Hao-ching       | Latisha Chan        |
| 10     | 40      | Victoria Azarenka    | Ashleigh Barty      |
| 11     | 44      | Lucie Hradecká       | Andreja Klepač      |
| 12     | 54      | Kirsten Flipkens     | Johanna Larsson     |
| 13     | 63      | Duan Yingying        | Zheng Saisai        |
| 14     | 66      | Veronika Kudermetova | Jeļena Ostapenko    |
| 15     | 78      | Irina-Camelia Begu   | Monica Niculescu    |
| 16     | 79      | Raquel Atawo         | Lyudmyla Kichenok   |

#### Mistas
| Cabeça | Ranking | Equipe                 | Equipe             |
| ------ | ------- | ---------------------- | ------------------ |
| 1      | 22      | Bruno Soares           | Nicole Melichar    |
| 2      | 22      | Jean-Julien Rojer      | Demi Schuurs       |
| 3      | 29      | Mate Pavić             | Gabriela Dabrowski |
| 4      | 31      | John Peers             | Zhang Shuai        |
| 5      | 38      | Wesley Koolhof         | Květa Peschke      |
| 6      | 38      | Nikola Mektić          | Alicja Rosolska    |
| 7      | 39      | Máximo González        | Xu Yifan           |
| 8      | 49      | Ivan Dodig             | Latisha Chan       |
| 9      | 51      | Neal Skupski           | Chan Hao-ching     |
| 10     | 55      | Michael Venus          | Katarina Srebotnik |
| 11     | 55      | Édouard Roger-Vasselin | Andreja Klepač     |
| 12     | 59      | Franko Škugor          | Raluca Olaru       |
| 13     | 67      | Rohan Bopanna          | Aryna Sabalenka    |
| 14     | 68      | Fabrice Martin         | Raquel Atawo       |
| 15     | 72      | Roman Jebavý           | Lucie Hradecká     |
| 16     | 72      | Divij Sharan           | Duan Yingying      |

## Convidados à chave principal
Os jogadores a seguir receberam convite para disputar diretamente a chave principal.

### Simples
| Masculino                                                                                   | Feminino                                       |
| ------------------------------------------------------------------------------------------- | ---------------------------------------------- |
| - Marcos Baghdatis - Jay Clarke - Paul Jubb - Dominik Köpfer - Feliciano López - James Ward | - Harriet Dart - Monica Niculescu - Katie Swan |

### Duplas
| Masculinas | Femininas | Mistas |
| --- | --- | --- |
| - Liam Broady / Scott Clayton - Jay Clarke / James Ward - Jack Draper / Paul Jubb - Daniel Evans / Lloyd Glasspool - Lleyton Hewitt / Jordan Thompson - Evan Hoyt / Luke Johnson | - Naiktha Bains / Naomi Broady - Freya Christie / Katie Swan - Harriet Dart / Katy Dunne - Sarah Beth Grey / Eden Silva | - Jay Clarke / Cori Gauff - Scott Clayton / Sarah Beth Grey - Evan Hoyt / Eden Silva - Jonny O'Mara / Naomi Broady - Joe Salisbury / Katy Dunne |

## Qualificados à chave principal
O qualificatório se deu no Bank of England Sports Centre, no distrito londrino de Roehampton, entre 24 e 27 de junho de 2019.

### Simples
| Masculino | Feminino |
| --- | --- |
| 1. Corentin Moutet 2. Yasutaka Uchiyama 3. Andrea Arnaboldi 4. Alexei Popyrin 5. Kwon Soon-woo 6. Thiago Monteiro 7. Jiří Veselý 8. Salvatore Caruso 9. Marcel Granollers 10. Marcos Giron 11. Kamil Majchrzak 12. Grégoire Barrère 13. Noah Rubin 14. Dennis Novak 15. Yūichi Sugita 16. Ruben Bemelmans | 1. Cori Gauff 2. Tereza Martincová 3. Kristie Ahn 4. Arina Rodionova 5. Anna Kalinskaya 6. Kaja Juvan 7. Caty McNally 8. Varvara Flink 9. Paula Badosa 10. Giulia Gatto-Monticone 11. Elena-Gabriela Ruse 12. Ysaline Bonaventure 13. Ana Bogdan 14. Beatriz Haddad Maia 15. Lesley Kerkhove 16. Yanina Wickmayer |

Lucky losers
| 1. Brayden Schnur | 1. Marie Bouzková 2. Lauren Davis 3. Christina McHale |

## Eliminações em simples

### Masculino
| Final                      | Final                      | Final                  | Final                  |
| -------------------------- | -------------------------- | ---------------------- | ---------------------- |
| Roger Federer [2]          |                            |                        |                        |
| Semifinais                 |                            |                        |                        |
| Roberto Bautista Agut [23] | Roberto Bautista Agut [23] | Rafael Nadal [3]       | Rafael Nadal [3]       |
| Quartas de final           |                            |                        |                        |
| David Goffin [21]          | Guido Pella [26]           | Sam Querrey            | Kei Nishikori [8]      |
| Quarta fase                |                            |                        |                        |
| Ugo Humbert                | Fernando Verdasco          | Milos Raonic [15]      | Benoît Paire [28]      |
| Tennys Sandgren            | João Sousa                 | Mikhail Kukushkin      | Matteo Berrettini [17] |
| Terceira fase              |                            |                        |                        |
| Hubert Hurkacz             | Félix Auger-Aliassime [19] | Daniil Medvedev [11]   | Thomas Fabbiano        |
| Kevin Anderson [4]         | Reilly Opelka              | Karen Khachanov [10]   | Jiří Veselý [Q]        |
| John Millman               | Fabio Fognini [12]         | Daniel Evans           | Jo-Wilfried Tsonga     |
| Steve Johnson              | Jan-Lennard Struff [33]    | Diego Schwartzman [24] | Lucas Pouille [27]     |
| Segunda fase               |                            |                        |                        |
| [[Denis Kudla])            | Leonardo Mayer             | Corentin Moutet (Q)    | Marcel Granollers (Q)  |
| Alexei Popyrin (Q)         | Jérémy Chardy              | Kyle Edmund [30]       | Ivo Karlović           |
| Janko Tipsarević (PR)      | Andreas Seppi              | Stan Wawrinka [22]     | Robin Haase            |
| Feliciano López (WC)       | Steve Darcis (PR)          | Miomir Kecmanović      | Pablo Cuevas           |
| Andrey Rublev              | Laslo Djere [31]           | Gilles Simon [20]      | Márton Fucsovics       |
| Marin Čilić [13]           | Nikoloz Basilashvili [18]  | Ričardas Berankis      | Nick Kyrgios           |
| Cameron Norrie             | Alex de Minaur [25]        | Taylor Fritz           | John Isner [9]         |
| Marcos Baghdatis (WC)      | Dominik Köpfer (WC)        | Grégoire Barrère (Q)   | Jay Clarke (WC)        |
| Primeira fase              |                            |                        |                        |
| Philipp Kohlschreiber      | Malek Jaziri               | Ernests Gulbis         | Dušan Lajović [32]     |
| Vasek Pospisil (PR)        | Grigor Dimitrov            | Lorenzo Sonego         | Gaël Monfils [16]      |
| Paolo Lorenzi              | Pablo Carreño Busta        | Martin Kližan          | Bradley Klahn          |
| Jaume Munar                | Kamil Majchrzak (Q)        | Andrea Arnaboldi (Q)   | Stefanos Tsitsipas [7] |
| Pierre-Hugues Herbert      | Yoshihito Nishioka         | Nicolás Jarry          | Marius Copil           |
| Ruben Bemelmans (Q)        | Cedrik-Marcel Stebe (PR)   | Jozef Kovalík (PR)     | Prajnesh Gunneswaran   |
| Kwon Soon-woo (Q)          | Marcos Giron (Q)           | Mischa Zverev          | Peter Gojowczyk        |
| Juan Ignacio Londero       | Roberto Carballés Baena    | Damir Džumhur          | Alexander Zverev [6]   |
| Dominic Thiem [5]          | Cristian Garín             | Hugo Dellien           | Guido Andreozzi        |
| Salvatore Caruso (Q)       | Yasutaka Uchiyama (Q)      | Dennis Novak (Q)       | Frances Tiafoe         |
| Adrian Mannarino           | Paul Jubb (WC)             | Federico Delbonis      | James Ward (WC)        |
| Denis Shapovalov [29]      | Bernard Tomic              | Jordan Thompson        | Yūichi Sugita (Q)      |
| Thiago Monteiro (Q)        | Denis Istomin              | Albert Ramos Viñolas   | Marco Cecchinato       |
| Radu Albot                 | Tomáš Berdych (PR)         | Pablo Andújar          | Casper Ruud            |
| Aljaž Bedene               | Brayden Schnur (LL)        | Filip Krajinović       | Matthew Ebden          |
| Richard Gasquet            | Alexander Bublik           | Noah Rubin (Q)         | Lloyd Harris           |

### Feminino
| Final                      | Final                     | Final                     | Final                     |
| -------------------------- | ------------------------- | ------------------------- | ------------------------- |
| Serena Williams [11]       |                           |                           |                           |
| Semifinais                 |                           |                           |                           |
| Barbora Strýcová           | Barbora Strýcová          | Elina Svitolina [8]       | Elina Svitolina [8]       |
| Quartas de final           |                           |                           |                           |
| Alison Riske               | Johanna Konta [19]        | Karolína Muchová          | Zhang Shuai               |
| Quarta fase                |                           |                           |                           |
| Ashleigh Barty [1]         | Carla Suárez Navarro [30] | Elise Mertens [21]        | Petra Kvitová [6]         |
| Petra Martić [24]          | Karolína Plíšková [3]     | Cori Gauff (Q)            | Dayana Yastremska         |
| Terceira fase              |                           |                           |                           |
| Harriet Dart (WC)          | Belinda Bencic [13]       | Julia Görges [18]         | Lauren Davis (LL)         |
| Kiki Bertens [4]           | Wang Qiang [15)           | Sloane Stephens [9]       | Magda Linette             |
| Maria Sakkari [31]         | Danielle Collins          | Anett Kontaveit [20]      | Hsieh Su-wei [28]         |
| Victoria Azarenka          | Polona Hercog             | Caroline Wozniacki [14]   | Viktorija Golubic         |
| Segunda fase               |                           |                           |                           |
| Alison Van Uytvanck        | Beatriz Haddad Maia (Q)   | Ivana Jorović             | Kaia Kanepi               |
| Kaja Juvan (Q)             | Varvara Flink (Q)         | Pauline Parmentier        | Angelique Kerber [5]      |
| Taylor Townsend            | Laura Siegemund           | Monica Niculescu (WC)     | Tamara Zidanšek           |
| Wang Yafan                 | Kateřina Siniaková        | Amanda Anisimova [25]     | Kristina Mladenovic       |
| Margarita Gasparyan        | Marie Bouzková (LL)       | Anastasia Potapova        | Anastasija Sevastova [12] |
| Madison Brengle            | Heather Watson            | Kirsten Flipkens          | Monica Puig               |
| Mihaela Buzărnescu         | Ajla Tomljanović          | Madison Keys [17]         | Magdaléna Rybáriková      |
| Veronika Kudermetova       | Yanina Wickmayer (Q)      | Sofia Kenin [27]          | Yulia Putintseva          |
| Primeira fase              |                           |                           |                           |
| Zheng Saisai               | Svetlana Kuznetsova       | Christina McHale (LL)     | Garbiñe Muguruza [26]     |
| Donna Vekić [22]           | Lesley Kerkhove (Q)       | Stefanie Vögele           | Anastasia Pavlyuchenkova  |
| Giulia Gatto-Monticone (Q) | Kristýna Plíšková         | Paula Badosa (Q)          | Elena-Gabriela Ruse (Q)   |
| Samantha Stosur            | Maria Sharapova           | Kateryna Kozlova          | Tatjana Maria             |
| Mandy Minella              | Arina Rodionova (Q)       | Katie Swan (WC)           | Lesia Tsurenko [32]       |
| Fiona Ferro                | Andrea Petkovic           | Eugenie Bouchard          | Vera Lapko                |
| Timea Bacsinszky           | Tereza Martincová (Q)     | Ekaterina Alexandrova     | Ana Bogdan (Q)            |
| Sorana Cîrstea             | Anna Kalinskaya (Q)       | Vitalia Diatchenko        | Ons Jabeur                |
| Daria Gavrilova            | Anna-Lena Friedsam (PR)   | Mona Barthel              | Bernarda Pera             |
| Jennifer Brady             | Jil Teichmann             | Zarina Diyas              | Kristie Ahn (Q)           |
| Markéta Vondroušová [16]   | Aleksandra Krunić         | Caty McNally (Q)          | Shelby Rogers (PR)        |
| Jeļena Ostapenko           | Dalila Jakupović          | Anna Karolína Schmiedlová | Zhu Lin                   |
| Aliaksandra Sasnovich      | Jessica Pegula            | Alizé Cornet              | Daria Kasatkina [29]      |
| Luksika Kumkhum            | Viktória Kužmová          | Venus Williams            | Aryna Sabalenka [10]      |
| Sara Sorribes Tormo        | Ysaline Bonaventure (Q)   | Rebecca Peterson          | Caroline Garcia [23]      |
| Astra Sharma               | Camila Giorgi             | Iga Świątek               | Naomi Osaka [2]           |

## Finais

### Profissional
| Categoria | Evento    | Campeã(s)(o/ões)                  | Vice-campeã(s)(o/ões)                | Resultado                    | Chave(s)  | Chave(s)       |
| --------- | --------- | --------------------------------- | ------------------------------------ | ---------------------------- | --------- | -------------- |
| Simples   | Masculino | Novak Djokovic                    | Roger Federer                        | 7–65, 1–6, 7–64, 4–6, 13–123 | principal | qualificatório |
| Simples   | Feminino  | Simona Halep                      | Serena Williams                      | 6–2, 6–2                     | principal | qualificatório |
| Duplas    | Masculino | Juan Sebastián Cabal Robert Farah | Nicolas Mahut Édouard Roger-Vasselin | 56–7, 7–65, 7–66, 56–7, 6–3  | principal | principal      |
| Duplas    | Feminino  | Hsieh Su-wei Barbora Strýcová     | Gabriela Dabrowski Xu Yifan          | 6–2, 6–4                     | principal | principal      |
| Duplas    | Misto     | Ivan Dodig Latisha Chan           | Robert Lindstedt Jeļena Ostapenko    | 6–2, 6–3                     | principal | principal      |

### Juvenil
| Categoria | Evento    | Campeã(s)(o/ões)                | Vice-campeã(s)(o/ões)               | Resultado     | Chave(s)  | Chave(s)       |
| --------- | --------- | ------------------------------- | ----------------------------------- | ------------- | --------- | -------------- |
| Simples   | Masculino | Shintaro Mochizuki              | Carlos Gimeno Valero                | 6–3, 6–2      | principal | qualificatório |
| Simples   | Feminino  | Daria Snigur                    | Alexa Noel                          | 6–4, 6–4      | principal | qualificatório |
| Duplas    | Masculino | Jonáš Forejtek Jiří Lehečka     | Liam Draxl Govind Nanda             | 7–5, 6–4      | principal | principal      |
| Duplas    | Feminino  | Savannah Broadus Abigail Forbes | Kamilla Bartone Oksana Selekhmeteva | 7–5, 5–7, 6–2 | principal | principal      |

### Cadeirante
| Categoria | Evento       | Campeã(s)(o/ões)              | Vice-campeã(s)(o/ões)         | Resultado     | Chave     |
| --------- | ------------ | ----------------------------- | ----------------------------- | ------------- | --------- |
| Simples   | Masculino    | Gustavo Fernández             | Shingo Kunieda                | 4–6, 6–3, 6–2 | principal |
| Simples   | Feminino     | Aniek van Koot                | Diede de Groot                | 6–4, 4–6, 7–5 | principal |
| Simples   | Tetraplégico | Dylan Alcott                  | Andy Lapthorne                | 6–0, 6–2      | principal |
| Duplas    | Masculino    | Joachim Gérard Stefan Olsson  | Alfie Hewett Gordon Reid      | 6–4, 6–2      | principal |
| Duplas    | Feminino     | Diede de Groot Aniek van Koot | Marjolein Buis Giulia Capocci | 6–1, 6–1      | principal |
| Duplas    | Tetraplégico | Dylan Alcott Andy Lapthorne   | Koji Sugeno David Wagner      | 6–2, 7–64     | principal |

### Outros eventos
| Categoria         | Evento           | Campeã(s)(o/ões)               | Vice-campeã(s)(o/ões)             | Resultado        | Chave     | Chave     |
| ----------------- | ---------------- | ------------------------------ | --------------------------------- | ---------------- | --------- | --------- |
| Duplas convidadas | Masculino sênior | Jonas Björkman Todd Woodbridge | Jacco Eltingh Paul Haarhuis       | 4–6, 6–3, [10–6] | principal |           |
| Duplas convidadas | Masculino        | Arnaud Clément Michaël Llodra  | Xavier Malisse Max Mirnyi         | 6–3, 1–6, [10–7] | principal | principal |
| Duplas convidadas | Feminino         | Cara Black Martina Navratilova | Marion Bartoli Daniela Hantuchová | 6–0, 3–6, [10–8] | principal | principal |